# Ampliación Pozorrón
Ampliación Pozorrón är en ort i Mexiko.   Den ligger i kommunen Omealca och delstaten Veracruz, i den sydöstra delen av landet, 270 km öster om huvudstaden Mexico City. Ampliación Pozorrón ligger 301 meter över havet och antalet invånare är 178.
Terrängen runt Ampliación Pozorrón är platt åt nordost, men åt sydväst är den kuperad. Terrängen runt Ampliación Pozorrón sluttar österut. Runt Ampliación Pozorrón är det ganska tätbefolkat, med 100 invånare per kvadratkilometer. Närmaste större samhälle är Cuitláhuac, 11,5 km norr om Ampliación Pozorrón. Trakten runt Ampliación Pozorrón består till största delen av jordbruksmark.